# 細谷貞雄
細谷 貞雄（ほそや さだお、1920年1月22日 - 1995年12月8日）は、日本の哲学者である。東北大学・岡山大学名誉教授。

## 生涯
東京府出身。1942年東京帝国大学文学部哲学科卒。北海道大学助教授、1960年東北大学助教授、1968年東北大学教授、1977年東北大学名誉教授、岡山大学教授、1984年岡山大学定年退官、岡山大学名誉教授。

## 著書
- 『歴史哲学』春秋社 1948
- 『若きヘーゲルの研究』未來社 1971
- 『哲学の作文 現代ドイツ哲学研究』未來社 1975
- 『世界の思想家24 ハイデッガー』編著 平凡社 1977
- 『細谷貞雄ニーチェ特殊講義』杉田泰一・輪田稔編 東北大学出版会 2013

### 翻訳
- シェリング『近世哲学史講座』福村書店 1950
- 『ハイデッガー選集 2 ニーチェの言葉・「神は死せり」・ヘーゲルの「経験」概念』理想社 1954、新版1977
- ランドグレーベ『現代の哲学』理想社 1957
- ショーペンハウエル『知性について 他四篇』岩波文庫 1961
- 『ハイデッガー選集 16・17 存在と時間 上・下』亀井裕・船橋弘共訳　理想社 1963-64
  - 『存在と時間 上・下』ちくま学芸文庫 1994。改訳版
- アルフレッド・スターン『歴史哲学と価値の問題』船橋弘・小林一郎共訳　岩波書店 1966
- ユルゲン・ハーバーマス『社会哲学論集 政治における理論と実践 第1・2』未來社 1969-70
  - 改版『理論と実践 社会哲学論集』未來社 1975、新版1999
- ハーバーマス『公共性の構造転換　市民社会の一カテゴリーについての探究』未來社 1973、新版1983、第二版　山田正行訳 1993
- ヘーゲル『現代キリスト教思想叢書 5 キリスト教の精神とその運命』岡崎英輔共訳 白水社 1974、新版1998、2012
- 『ハイデッガー選集 24・25 ニーチェ 上・中』 理想社 1975-77
  - ハイデッガー『ニーチェ 1・2』監訳　平凡社ライブラリー 全2巻 1997
- ハバーマス『晩期資本主義における正統化の諸問題』岩波書店・岩波現代選書 1979